# Kribi Airport
Kribi Airport (franska: Aéroport de Kribi) är en flygplats i Kamerun.   Den ligger i regionen Södra regionen, i den sydvästra delen av landet, 200 km sydväst om huvudstaden Yaoundé. Kribi Airport ligger 10 meter över havet.
Terrängen runt Kribi Airport är huvudsakligen platt, men söderut är den kuperad. Kribi Airport ligger nere i en dal. Trakten runt Kribi Airport är glesbefolkad, med 14 invånare per kvadratkilometer. Närmaste större samhälle är Kribi, 10,4 km nordväst om Kribi Airport. I omgivningarna runt Kribi Airport växer i huvudsak städsegrön lövskog.